# Eucephalobus oxyuroides
Eucephalobus oxyuroides är en rundmaskart som beskrevs av Steiner 1936. Eucephalobus oxyuroides ingår i släktet Eucephalobus och familjen Cephalobidae. Arten är reproducerande i Sverige. Inga underarter finns listade i Catalogue of Life.